# Adriana Samuel
Adriana Ramos Samuel (ur. 12 kwietnia 1966 w Resende) – brazylijska siatkarka plażowa. 

## Kariera sportowa
Wicemistrzyni Olimpijska z 1996 r. Jej partnerką była Mônica Rodrigues. W 2000 r. razem z Sandrą Pires zdobyła brązowy medal olimpijski